# Jean Frenet
Jean Frédéric Frenet (7 de febrero de 1816 - 12 de junio de 1900) fue un famoso matemático que introdujo la Teoría de Curvas junto a Joseph Serret. En reconocimiento a su trabajo, se denomina a la base espacial definida por los vectores tangente, normal y binormal, triedro de Frenet-Serret.

## Biografía
Nació en Périgueux en 1816 y en el año 1840 ingresó en L’École Normale Superieure, más tarde continuó sus estudios en Toulouse, ciudad en la que redactó su tesis doctoral durante 1847. Un fragmento de la mencionada tesis alberga la teoría de curvas en el espacio, incluyendo las fórmulas que actualmente son conocidas como ‘fórmulas de Frenet – Serret’. Frenet aportó seis de dichas fórmulas, mientras que Serret proporcionó las nueve restantes. Cabe señalar que Frenet publicó este apartado de su tesis en el ‘Journal de mathématique pures et appliques’, en el año 1852.
Frenet llegó a ser profesor en Toulouse y, después, en 1848, ocupó un puesto de docente de matemáticas en Lyon. Además, también fue director del observatorio astronómico, donde, como tal, dirigió las observaciones meteorológicas.
El libro de ejercicios sobre cálculo de Frenet, cuya primera edición, que fue publicada en el año 1856, ha tenido siete ediciones, la última de ellas divulgada en 1917.
- Datos: Q205331